# 2016年リオデジャネイロオリンピックのテニス競技
2016年リオデジャネイロオリンピックのテニス競技（2016ねんリオデジャネイロオリンピックのテニスきょうぎ）は、8月6日から8月14日までセントロ・オリンピコ・ジ・テニスで開催された。国際テニス連盟（ITF）管轄。コートは屋外ハード（グリーンセット）。2016年のATPワールドツアー・WTAツアーの一部として開催されるが、前回とは異なりATPとWTAランキングポイントの加算はない。

## 参加国と選手数
出場選手は2016年までの4年間のフェドカップ又はデビスカップで3回又は2回の代表歴が必要となる。シングルスは1カ国につき最大4名まで出場できる。2016年6月6日時点のATPランキングおよび同日時点のWTAランキングの上位56選手が出場できる、残り8選手のうち6選手はITFの推薦枠として、1.開催国ブラジルの1選手（ランキング上位56選手に含まれていない場合）、2.ランキングにより選出された選手がいない大陸の1選手（ランキング300位以内）、3.過去の大会の金メダリスト又はグランドスラム達成者から最大2選手（ランキング200位以内）、4.ユニバーサリティ枠として最大2選手（ランキングにより選出された選手がいない国の選手）が選出される。以上の条件で推薦枠が余っている場合は、ランキング上位の選手が追加で選出される。2選手は三者委員会（IOC、ANOC、ASOIF）による招待となる。日本からは男子では錦織圭（ランキング6位）のほか、推薦枠として杉田祐一（ランキング106位）とダニエル太郎（ランキング108位）も出場権を得た。女子では土居美咲（ランキング46位）と日比野菜緒（ランキング69位）が出場した。錦織が3位決定戦でラファエル・ナダル（スペイン）を破り銅メダルを獲得し、オリンピックテニス競技で日本勢96年ぶりのメダリストとなった。
ダブルスは1カ国2組まで出場でき、シングルスとダブルスの合計では6人以内となっている。男女ダブルスは32組、混合ダブルスは16組が出場する。混合ダブルスはシングルスまたは男女ダブルスの出場選手から選出され、混合ダブルスのみの出場選手はいない。男女ダブルスはダブルスランキングの10位以内の選手は優先して出場権を得られる。その他の出場者は複合ランキング（選手ごとにシングルスランキングとダブルスランキングのうち優れている方をペアごとに合計する）により選出される。また、開催国ブラジル（複合ランキング500位以内）と各大陸（複合ランキング300位以内）から最低1組ずつ出場できる。日本からは女子ダブルスに土居美咲（シングルスランキング46位）、穂積絵莉（ダブルスランキング61位）ペアが出場した。土居、穂積ペアは1回戦で第2シードのキャロリン・ガルシア、クリスティナ・ムラデノビッチ（フランス）ペアを破ったが、2回戦でダリア・カサトキナ、スベトラーナ・クズネツォワ（ロシア）ペアに敗れた。

## 大会方式
男女シングルス・男女ダブルス・混合ダブルスともに3セットマッチのシングルイリミネーション方式で実施。男子シングルス決勝のみ5セットマッチ。ゲームカウントが6-6となった場合はタイブレーク、混合ダブルスの3セット目はマッチタイブレーク（10ポイント）で決着をつける。

## 競技結果
| 種目                | 金                                                               | 銀                                                         | 銅                                                           |
| ------------------- | ---------------------------------------------------------------- | ---------------------------------------------------------- | ------------------------------------------------------------ |
| 男子シングルス 詳細 | アンディ・マリー イギリス (GBR)                                  | フアン・マルティン・デル・ポトロ アルゼンチン (ARG)        | 錦織圭 日本 (JPN)                                            |
| 男子ダブルス 詳細   | スペイン (ESP) マルク・ロペス ラファエル・ナダル                 | ルーマニア (ROU) フロリン・メルジャ ホリア・テカウ         | アメリカ合衆国 (USA) スティーブ・ジョンソン ジャック・ソック |
| 女子シングルス 詳細 | モニカ・プイグ プエルトリコ (PUR)                                | アンゲリク・ケルバー ドイツ (GER)                          | ペトラ・クビトバ チェコ (CZE)                                |
| 女子ダブルス 詳細   | ロシア (RUS) エカテリーナ・マカロワ エレーナ・ベスニナ           | スイス (SUI) ティメア・バシンスキー マルチナ・ヒンギス     | チェコ (CZE) ルーシー・サファロバ バルボラ・ストリコバ       |
| 混合ダブルス 詳細   | アメリカ合衆国 (USA) ベサニー・マテック＝サンズ ジャック・ソック | アメリカ合衆国 (USA) ビーナス・ウィリアムズ ラジーブ・ラム | チェコ (CZE) ルーシー・ハラデツカ ラデク・ステパネク         |

## 国・地域別のメダル獲得数
| 順   | 国・地域             | 金 | 銀 | 銅 | 計 |
| ---- | -------------------- | -- | -- | -- | -- |
| 1    | アメリカ合衆国 (USA) | 1  | 1  | 1  | 3  |
| 2    | イギリス (GBR)       | 1  | 0  | 0  | 1  |
| 2    | プエルトリコ (PUR)   | 1  | 0  | 0  | 1  |
| 2    | ロシア (RUS)         | 1  | 0  | 0  | 1  |
| 2    | スペイン (ESP)       | 1  | 0  | 0  | 1  |
| 6    | アルゼンチン (ARG)   | 0  | 1  | 0  | 1  |
| 6    | ドイツ (GER)         | 0  | 1  | 0  | 1  |
| 6    | ルーマニア (ROU)     | 0  | 1  | 0  | 1  |
| 6    | スイス (SUI)         | 0  | 1  | 0  | 1  |
| 10   | チェコ (CZE)         | 0  | 0  | 3  | 3  |
| 11   | 日本 (JPN)           | 0  | 0  | 1  | 1  |
| 合計 | 合計                 | 5  | 5  | 5  | 15 |